# 四分位数
四分位数（英語：Quartile）是统计学中分位数的一种，即把所有数值由小到大排列并分成四等份，处于三个分割点位置的數值就是四分位数。

## 概念
- 第一四分位数（{\displaystyle Q_{1}}），又称较小四分位数，等于该样本中所有数值由小到大排列后第25%的数字。
- 第二四分位数（{\displaystyle Q_{2}}），又称中位数，等于该样本中所有数值由小到大排列后第50%的数字。
- 第三四分位数（{\displaystyle Q_{3}}），又称较大四分位数，等于该样本中所有数值由小到大排列后第75%的数字。

第三四分位数与第一四分位数的差距又称四分位距（InterQuartile Range, IQR）。

## 运算过程
关于四分位数值的选择尚存争议。
主要选择四分位的百分比值{\displaystyle p}，及样本总量{\displaystyle n}有以下数学公式可以表示：
{\displaystyle L_{p}=n\cdot {\frac {p}{100}}}
- 情况1：如果{\displaystyle L}是一个整数，则取第{\displaystyle L}和第{\displaystyle L+1}的平均值
- 情况2：如果{\displaystyle L}不是一个整数，则取下一个最近的整数。（比如{\displaystyle L=1.2}， 则取{\displaystyle 2}）

## 舉例
一个算法如下（可以兼用TI-83计算器）：

图示中箱形图（有四分位数及四分位距）和概率密度函数 为描述一个常规总量的分布情况

1. 利用中位数使数据分成两列（不要把中位数放入已分好的数列）。
2. 第一四分位数为第一组数列的中位数；第三四分位数为第二组数列的中位数。

以下例子可以用来参考。
例1
数据总量：{\displaystyle 6,47,49,15,42,41,7,39,43,40,36}
由小到大排列的结果：{\displaystyle 6,7,15,36,39,40,41,42,43,47,49}
{\displaystyle {\begin{cases}Q_{1}=15\\Q_{2}=40\\Q_{3}=43\end{cases}}}
例2
数据总量：{\displaystyle 7,15,36,39,40,41}
{\displaystyle {\begin{cases}Q_{1}=15\\Q_{2}=37.5\\Q_{3}=40\end{cases}}}
例3
数据总量：{\displaystyle 1,2,3,4}
{\displaystyle {\begin{cases}Q_{1}=1.5\\Q_{2}=2.5\\Q_{3}=3.5\end{cases}}}

## 應用
不論{\displaystyle Q_{1},Q_{2},Q_{3}} 的變異量數數值為何，均視為一個分界點，以此將總數分成四個相等部份，可以通过比较{\displaystyle Q_{1},Q_{3}}，分析其数据变量的趋势。